# Alfstedt
Alfstedt település Németországban, azon belül Alsó-Szászország tartományban. Lakosainak száma 853 fő (2023. december 31.).

## Népesség
A település népességének változása:
| Lakosok száma | 858  | 868  | 869  | 866  | 844  | 853  | 853  |
|               | 2014 | 2016 | 2017 | 2019 | 2021 | 2022 | 2023 |